# トーマス・ガイアシュペヘラー
トーマス・ガイアシュペヘラー（Thomas Geierspichler、1976年4月14日 - ）は、オーストリアのザルツブルク出身の元陸上競技選手。現在はアニフ在住。18歳を迎える目前だった1994年4月4日、ディスコからの帰りだった友人の車の中で交通事故にあい、生き延びることができたものの下半身の麻痺という障害が残った。事故に絶望した彼は酒やタバコ、ドラッグに溺れる毎日を送っていたが21歳からはスポーツの道へと進むことを決意した。
2000年のシドニーパラリンピック、2004年のアテネパラリンピック、2008年の北京パラリンピックの3度のパラリンピックの出場経験がある。2008年に出場した北京パラリンピックでは800mで日本の伊藤智也、高田稔浩に次ぐ3位で銅メダルを獲得しており、マラソンでも日本の上与那原寛和との激しいデッドヒートを勝ち抜いて世界記録を3分半近く更新する記録で、3秒の差をつけて金メダルを獲得した。
日本の大会である大分国際車いすマラソンに出場するために来日している経験もあり、優勝も果たしている。